# エゾウグイ
エゾウグイ（蝦夷石斑魚・蝦夷鯎、学名：Tribolodon sachalinensis）は、ウグイ亜科に属する淡水魚である。

## 分布
サハリン・北海道・東北地方に分布する。北海道では河川の全域に分布するが、降海しない。東北では河川の上流部に生息している。
アブラハヤ（アブラハヤ属）との間で属間雑種の存在が報告されている。

## 形態
最大40 cm程度になる。良く似た種類にウグイがいるが、産卵期に吻が突出して見分けやすくなる。一般的に臀びれの外縁部が凹むが、エゾウグイは直線的である。
背面は黄色がかった褐色か青がかった灰褐色で、腹面にいくにしたがって白色になる。体側中央に黒色縦条があるが、不明瞭なことが多い。その縦条の上にやや金属光沢のある灰色がかった縦線がある。オスのひれは、メスと比べるとやや大きくなる。繁殖期には、オスの頭部と背面に小さく白い追星ができ、橙赤色の婚姻色が背びれと尾びれを除く各ひれの基部と眼下部、尻びれ周辺から尾柄腹面に現れる。

## 生態
河川上流から中流にかけての冷たい流れの川に多く生息している。産卵期は、北海道の場合6月から7月であり、やや浅い川の砂礫底に産卵する。食性は雑食である。